# 精 (傳說生物)
精，是一種超自然生命體，在世界各国皆有传说，天地万物皆可能寄宿精。有生物或非生物日积月累变成妖怪的成精，也有本来活在自然环境的自然精灵，有些能幻化成不同形态。
成精本身，是万物有灵的观念影响，由一个事物变另一个事物的过程，可以原本是生物或非生物，然后变成其他生物、非生物或人形态。（如西游记孙悟空就石头成精变猴子）东晋干宝搜神记认为万物有灵，久了就会化作妖怪。中国的精，依《白泽精怪图》等书的记载有一个完整的谱系，其中印度的传入也汇进这个谱系。同时，中国的精除动植物之外，也有非生物包括器具，日本的精有较多受中国影响。普遍认为各种事物包括生物和非生物，只要活或保存百年、千年以上时间就会吸收自然界的精华成精，亦稱為精怪。
类似的概念，也认为凡物皆有鬼，属于自然崇拜。

## 中國的傳說
東漢王充的《論衡》：「物之老者，其精為人。」表示萬物經過了年老的歲月或壽命，就能幻化成人類的樣貌，而照妖鏡可以識破它們的偽裝。另外，在東晉葛洪的《抱朴子·登涉》：「萬物之老者，其精悉能假託人形，以眩惑人目而常試人，唯不能於鏡中易其真形耳。」
中国传说认为包括与人有关的怪异现象可能有些是精怪影响的，传说精怪会包括变身、幻术等不同能力，还会寄宿在一些物体上。
精怪的代表可算狐狸精，其次還有蛇精、樹精和花精等等。稱呼時大多稱為「〔原形名〕+精」。

## 中國以外地區的傳說

### 日本
除了中国，其他一些地区如日本亦有类似成精的概念，如陈旧器具变「付喪神」的传说。中國的精怪傳說影響了日本的民間故事，他們用或「（化物）」代表成精，例如「白鶴報恩」、用葉子變身的妖狐和狸妖（還有化貓、鼬鼠及水獺）。
对应中文的〔原形名〕+精，日本则是化け+〔原形名〕。

### 韃靼斯坦
韃靼斯坦有一種被稱為「狡蛇（Yuxa Yılan）」的傳說生物，是蛇活了百年後，能幻化成美女的容貌和人類結婚。

### 南美洲
亞馬遜地區的居民相信亞馬遜河豚能變成美少年，迷惑女子並讓她們懷孕。

### 欧洲
传说西瓜、南瓜和哈密瓜等瓜科植物放置长久时间没收割会变成吸血鬼；椅子和锄头、连枷放置长时间也会变成吸血鬼，和东方动植物与非生物物久成精类似。吉普賽有吸血西瓜和吸血南瓜的传说，20世紀30年代被民俗學家塔忒米爾·武卡諾維奇記錄在冊。

## 創作中的精怪
精怪的形象幾乎出現於各朝代的神魔小說中。相似的概念也在於現代作品裡，像倪匡曾用科學層面描寫成精的過程。

### 著作
- 《太平廣記》
- 《搜神記》
- 《西遊記》
- 《封神演義》
- 《白蛇傳》
- 《子不語》
- 《閱微草堂筆記》
- 《聊齋誌異》
- 《衛斯理》系列
- 《修煉三部曲》
- 《化物语》
- 《斗罗大陆》
  - 《神澜奇域》

### 影視和动漫
- 《平成狸合戰》
- 《妖怪名單》
- 《我的狐仙女友》
- 《二代妖精之今生有幸》
- 《動物管理局》
- 《葫芦娃》
- 《乌龙院大长篇》

### 電子遊戲
- 《我要大》

## 外部連結
- 從試煉到過渡─論清初精怪變化傳說中的「雷劫」情節 （页面存档备份，存于）
- 簡介仙道與精怪眾生